# Imma Grolimund
Imma Grolimund (* 9. Januar 1872 als Emma Grolimund in Rodersdorf; † 30. März 1944 in Zürich, verheiratete Mövius) war eine Schweizer Schriftstellerin und Lehrerin.

## Leben
Emma Grolimund wurde als Tochter des in Grindel aufgewachsenen Lehrers Sigmund Grolimund in Rodersdorf im solothurnischen Schwarzbubenland geboren. Als Emma sechs Jahre alt war, zog die Familie nach Aarau, wo der Vater eine Stelle als Korrektor bei Sauerländer antrat. Emma verbrachte die Jugendzeit in Aarau und erhielt ihre Ausbildung zur Lehrerin am dortigen Seminar. Sie war danach zunächst etwa zehn Jahre als Lehrerin tätig, an der Klosterschule von Hermetschwil, in  Ennetbaden und an der Primarschule von Aarau.
Durch ein Zeitungsinserat trat sie in einen Briefwechsel mit einem in Deutschland lebenden jungen Chilenen namens Mövius, der sich das Pseudonym Amon Rê zugelegt hatte und als gebildeter Geschäftsmann mehrere Sprachen beherrschte. Um dem «Mann ihrer Träume» nicht «als unwissendes Kind» gegenüberzutreten, wie es Albin Fringeli ausdrückte, gab sie ihre sichere Stelle in Aarau auf und bildete sich an ausländischen Universitäten in Sprachen, Kunst- und Literaturgeschichte weiter. Schliesslich verheiratete sie sich in Sawakin im damaligen Anglo-Ägyptischen Sudan mit Mövius, der dort inzwischen Direktor einer Handelsgesellschaft geworden war.
Nur wenige Monate nach der Heirat erreichte Emma Mövius in Jerusalem, wo sie sich aus gesundheitlichen Gründen aufhielt, die Nachricht, dass ihr Ehemann verstorben sei. Sie konnte eine Stelle als Hauslehrerin im Palast des Khediven (Vizekönigs) von Ägypten Abbas II. in Kairo antreten. Nachdem Abbas II. zu Beginn des Ersten Weltkriegs von den Briten abgesetzt worden war, fand Emma Mövius in Konstantinopel eine neue Stelle als Sprachlehrerin an der Goldschmidt-Schule, einem privaten Gymnasium. Als dieses nach Kriegsende aufgehoben wurde, reiste sie zu ihrem Bruder nach Barcelona, der ihr eine Anstellung als Hauslehrerin vermittelte. Nach zwei Jahren reiste sie krankheitshalber nach Bern und beschloss nach erfolgreicher Behandlung, in der Schweiz zu bleiben. Sie wurde Lehrerin an der Gesamtschule im kleinen aargauischen Dorf Uezwil, wo sie für zehn Jahre bis zu ihrem Eintritt in den Ruhestand tätig war. Da sie sich zeitlebens mit ihrer Herkunftsregion, dem Schwarzbubenland im Kanton Solothurn, verbunden gefühlt hatte, suchte sie noch 1943, kurz vor ihrem Tod, eine Wohnung in Dornach, jedoch erfolglos.

## Literarisches Schaffen
Ihre literarischen Werke veröffentlichte Emma Mövius-Grolimund unter dem Namen Imma Grolimund. Im Roman Der Weg zu Amon Rê von 1938 verarbeitet sie ihre Beziehung zu Mövius. Emil Wiedmer (langjähriger Redaktor der Solothurner Zeitung) begrüsste den Roman 1940 im Jahrbuch Dr Schwarzbueb als «mit der gewinnenden Sicherheit eines reifen Menschengeistes geschrieben, erfahren, überzeugend zugleich». Das Buch, das inhaltlich «ausgefahrene Geleise» meide, bewege sich «mit erprobten Mitteln im Ungewohnten». Ihr zweiter Roman Die Eulenfibel spielt im Kanton Aargau und erzählt eine dörfliche Geschichte «um Schuld und Sühne». Dieser erschien 1953 auch in niederländischer Übersetzung unter dem Titel Waar liefde wint. Neben diesen beiden Hauptwerken veröffentlichte sie kürzere novellistische und kulturhistorische Arbeiten.

## Werke
- Der Weg zu Amon Rê. Kreuzfahrt einer Liebe. H. Feuz, Bern 1938.
- Die Eulenfibel. Roman um Schuld und Sühne. Verlag Waldstatt, Einsiedeln 1942.
- Imma Grolimund, Grindel. Knapp, [Olten] 2016, ISBN 978-3-906311-21-0. (Hans Brunner [Hrsg.]: Solothurner Klassiker). Enthält neben belletristischen und essayistischen Texten von Imma Grolimund auch biographisches Material.